# Hans Loch
Hans Loch (ur. 2 listopada 1898 w Kolonii, zm. 13 lipca 1960 w Berlinie) – niemiecki polityk, przewodniczący Liberalno-Demokratycznej Partii Niemiec (1951–1960), wicepremier i minister finansów NRD (1950–1955).

## Życiorys
W latach 1918–1923 studiował prawo na Uniwersytetach w Kolonii i Bonn. W 1936 wyemigrował do Holandii, jednak w 1938 powrócił do kraju i w latach 1939–1945 służył w Wehrmachcie.
W 1945 znalazł się wśród współzałożycieli Liberalno-Demokratycznej Partii Niemiec w powiecie Gotha. Szybko awansował, zostając przewodniczącym Komitetu ds. Polityki Samorządowej przy Zarządzie Centralnym, następnie wiceprzewodniczącym (1949–1951) i współprzewodniczącym ugrupowania wraz z Karlem Hamannem (1951–1952).
W latach 1946–1948 pełnił obowiązki burmistrza Gotha, następnie ministra sprawiedliwości Turyngii (1948–1950), ministra finansów NRD (1950–1955) oraz wiceprezesa Rady Ministrów (od 1950). Od 1949 sprawował mandat posła do Izby Ludowej, był jednocześnie członkiem Prezydium Rady Narodowej Frontu Narodowego NRD. W 1952 objął przewodnictwo nad LDPD, które sprawował do 1960. Z racji sprawowanych funkcji był „skoszarowany” w partyjno-rządowym osiedlu kierownictwa NRD wokół Majakowskiring w Berlinie-Pankow.
W 1954 został odznaczony Orderem Zasługi dla Ojczyzny.

## Prace
- Ein Bürger sieht die Sowjetunion, Leipzig 1953
- Auf seltsamen Pfaden. Streifzüge durch das Russland von gestern und heute, Berlin 1955
- In eine neue Epoche. Ein Buch für den Mittelstand, Berlin 1958
- Von der Elbe bis zum Gelben Meer, Berlin 1958
- Wir sind dabei gewesen, Berlin 1959